# نادين أشرف (ناشطة مصرية)
نادين أشرف (مواليد 12 مارس 1998) ناشطة نسوية من مصر. أثار استخدامها لوسائل التواصل الاجتماعي حركة #انا أيضا داخل مصر. هي جزء من قائمة بي بي سي 100 امرأة لعام 2020.

## سيرة
ولدت نادين أشرف في القاهرة عام 1998. والدها مطور برمجيات ووالدتها أخصائية تغذية. اعتبارًا من عام 2020 ، كانت تدرس الفلسفة والعلوم السياسية في الجامعة الأمريكية بالقاهرة.
في ليلة 1 يوليو 2020 ، أنشأت نادين أشرف صفحة حساب على انستغرام باسم "Assault Police" ، والتي كانت أول منصة عامة لتمكين المرأة المصرية من أن يكون لها صوت في حركة #MeToo  في استطلاع عام 2013 ، قالت 99% من النساء المصريات إنهن تعرضن إلى اعتداء جنسي.

## شرطة الاعتداء الجنسي
تم إنشاء حساب "Assault Police" على Instagram في البداية من قبل نادين لتوفير منصة للنساء اللائي تعرضن للاعتداء الجنسي والاغتصاب لإعلان تجاربهن على الملأ. في غضون أسبوع ، كان لدي الحساب 70 ألف متابع. لعب الحساب دورًا بارزًا في الكشف عن قضية المتحرش والمغتصب المزعوم أحمد بسام زكي،  الذي حكم عليه بالسجن ثلاث سنوات بتهمة التحرش الجنسي عبر الإنترنت في ديسمبر 2020. دفعت هذه القضية البارزة شخصيات ومنظمات عامة في مصر، مثل الأزهر الشريف في القاهرة، إلى التحدث علنًا ضد الاغتصاب والعنف الجنسي توسع محتوى حساب "Assault Police" من الإبلاغ عن المخالفات للتعبير عن مخاوف عامة بشأن العنف الجنسي ، وكذلك لتثقيف النساء وتوفير الموارد لهن. كما حفزت حركات أخرى وشجعت نساء أخريات على التحدث علنا ضد التحرش الجنسي ، مثل طلاب المعهد العالي للسينما في مصر. في نهاية عام 2020 ، كانت نادين تخطط لتطوير حساب انستغرام إلى منظمة تعمل بدوام كامل يمكنها دعم الناجين بعدة طرق: من مساعدتهم على الاتصال بالمتخصصين إلى تقديم المساعدة القانونية والعلاج لهم.

## جوائز
في العام 2020 تم إدراج نادين أشرف كواحدة من أفضل 100 امرأة على قناة بي بي سي لهذا العام. كما حصلت على جائزة صناع التغيير في Equality Now Virtual Gala ، برعاية غوتشي.